# Евгенеодонтообразные
Евгенеодонтообразные (лат. Eugeneodontiformes) — отряд вымерших, преимущественно верхнепалеозойских, хрящевых рыб из подкласса цельноголовых. Близки к общим предкам химер и акул, иногда считаются «настоящими» акулами и сближаются с кладоселяхиями.

## Характеристика
Морские специализированные хрящевые рыбы. Строение зубной системы и тип питания разнообразны, но в основном характерно наличие давящих зубов. Нейрокраний, в тех случаях, где он известен, относительно узкий, с вытянутой преорбитальной частью, короткой отико-окципитальной (заглазничной). Может присутствовать длинный ростр.
Нёбно-квадратный хрящ небольшой или редуцирован, при этом верхнечелюстные зубы смещены на нижнюю поверхность нейрокрания. Нёбно-квадратный хрящ, по-видимому, прирастал к нейрокранию (как у химер). Может присутствовать своеобразный нижнечелюстной ростр, расположенный впереди меккелева хряща.
Зубная система гетеродонтная. Боковые зубы обычно давящие, многовершинные, в виде поперечных рядов, разного размера на протяжении челюсти (например, у Caseodus и Fadenia наиболее крупные по размерам зубы расположены примерно посередине ветви нижней челюсти). Иногда, по-видимому, боковые зубы могут быть утрачены.
Самая выдающаяся особенность группы — наличие у большинства представителей так называемых «зубных спиралей». Собственно, иногда это просто дугообразный ряд симфизных зубов, но у ряда родов известны настоящие спирали, содержащие до 130 зубов. Положение такой спирали на симфизе оспаривается некоторыми учёными (есть, например, мнение, что спираль каким-то образом крепилась в районе глотки, являясь производным глоточных зубов — вернее, зубчиков слизистой оболочки глотки, подобные структуры есть у костных рыб и примитивных акул). В то же время, известны черепа с явно сохранившимися в прижизненном положении симфизными зубами. У некоторых форм, вероятно, присутствуют крупные симфизные дуги в обеих челюстях. Дуги и спирали были непарными, то есть образовывали один ряд зубов. Симфизные зубы могут быть либо давящими (и в этом смысле мало отличаться от боковых зубов), либо крупными, остроконечными. Характерно развитие на симфизных зубах так называемых «шпор» — крупных парных выростов у основания зуба, в итоге зубы как бы «вкладывались» один в другой, иногда образуя довольно жёсткую конструкцию. Направление «шпор» считалось диагностическим признаком (у геликоприонтид — вперёд, у эдестид — назад), но не исключено, что шпоры были всегда направлены назад. В таком случае самые мелкие зубы дуги — молодые, самые крупные — оттеснённые ими вперёд более поздние. Такой тип роста зубов известен и для современных акул. Иногда симфизные зубы гетеродонтны (более мелкие — давящие, более крупные — высокие). Зубы сложены тубулярным дентином или остеодентином, покрытым паллиальным ортодентином и энамелоидом.
Жаберные дуги расположены позади мозговой коробки, как у акул, но их ряд относительно короткий, число — пять. Вероятно, при жизни были отдельные жаберные щели, присутствие жаберной крышки не доказано.
Посткраниальный скелет наиболее полно известен для рода Fadenia (пермь Гренландии), внешний вид других представителей группы мог быть иным.
Тело веретенообразное, с довольно длинной хвостовой частью. Скапулокоракоид узкий, с парой дополнительных переднебрюшных хрящевых элементов. Грудные плавники с многочисленными радиалиями, несегментированными, крепящимися к скапулокоракоиду или элементам метаптеригиальной оси. Свободная часть метаптеригия выходит назад за пределы плавника (строение как у многих палеозойских акул). Спинной плавник один, прямо над плечевым поясом. Плавникового шипа нет, но присутствует крупный базальный элемент в основании плавника. Брюшных и анальных плавников нет. Хвостовой плавник полулунный, равнолопастный, невральные и гемальные дуги а также базалии в его лопастях слиты в крупные пластины. Есть мелкие чешуи в виде зубчиков или их комплексов. Внешний облик фадении соответствует пелагической рыбе, но озубление (включая симфизные зубы) — давящее.
Скелет близкого рода Caseodus известен хуже, но очень похож по строению. Не исключено, что подобные рыбы питались аммонитами.

## Экология
Образ жизни евгенеодонтов остается загадочным. Первые исследователи предполагали, что зубные дуги были плавниковыми шипами. Когда истинная природа этих образований была обнаружена, возникло предположение, что дуги и спирали использовались для добывания пищи на дне. В частности, для эдестуса предлагали использование дуг в качестве «ножниц» для отдирания моллюсков от субстрата. Для геликоприона спираль сравнивали с радулой брюхоногих моллюсков. Интересно, что первооткрыватель геликоприона А. П. Карпинский считал «спираль» частью ростра верхней челюсти. Этот взгляд сохранялся до 1970-х годов, особенно в советской литературе. Зубы на дугах и спиралях, по-видимому, не несут явных следов истирания — поэтому «вспахивание» ими дна или отдирание моллюсков от камней маловероятно. Существует мнение, что эти рыбы питались пелагическими аммонитами. Известные по скелетным остаткам евгенеодонты — тахипелагические рыбы, то есть быстроходные обитатели толщи воды.
Евгенеодонты интересны как самые крупные рыбы палеозоя, весьма разнообразная и долго существовавшая группа, пережившая даже пермо-триасовую «катастрофу».

## Галерея

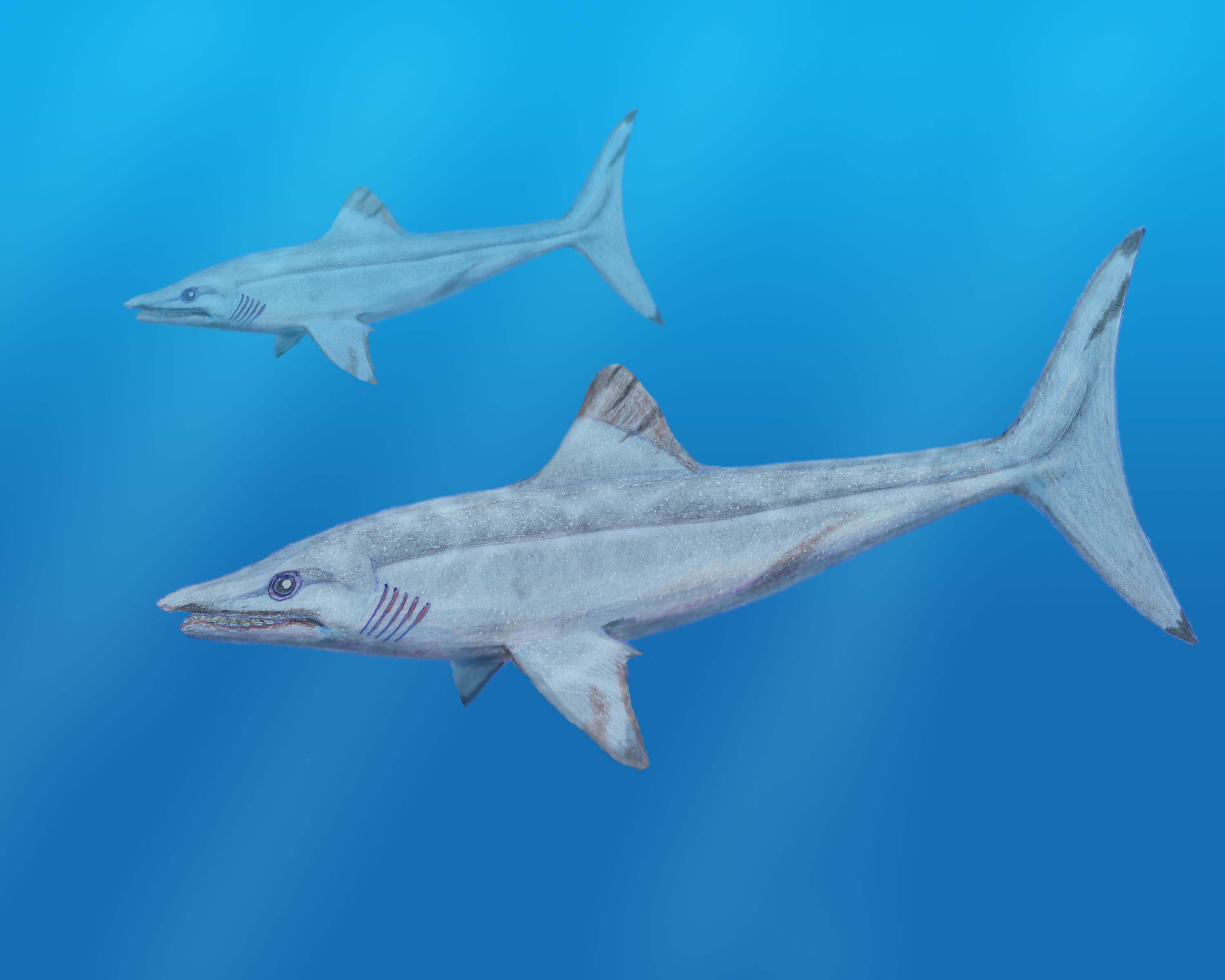
Caseodus — из карбона Северного полушария
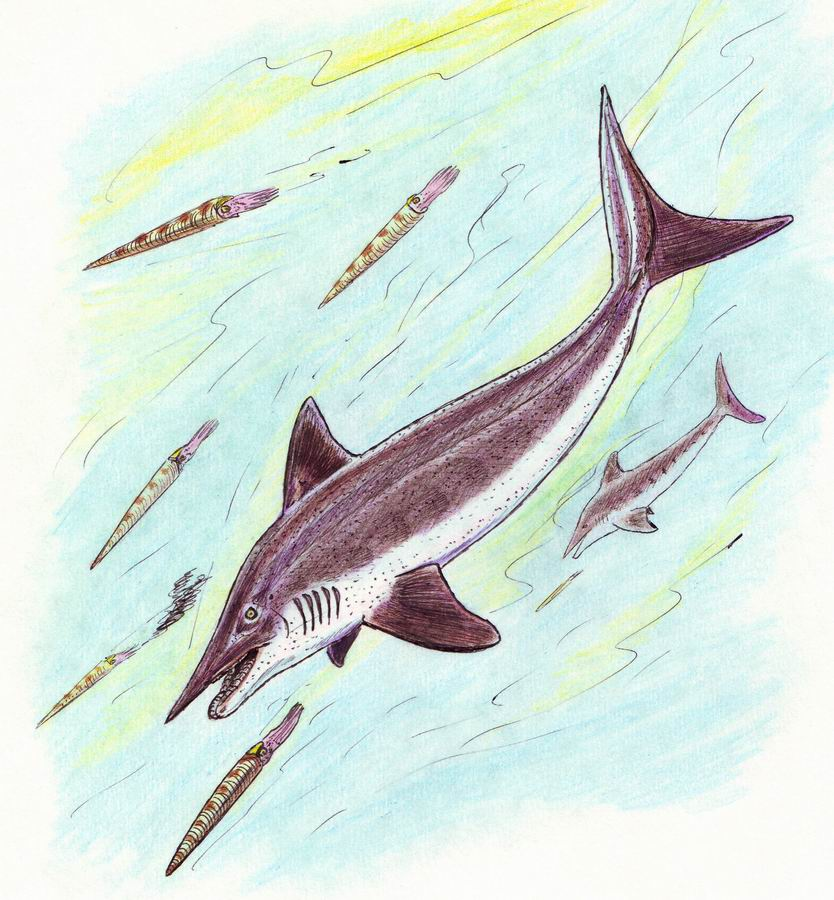
Fadenia crenulata — пермь Гренландии
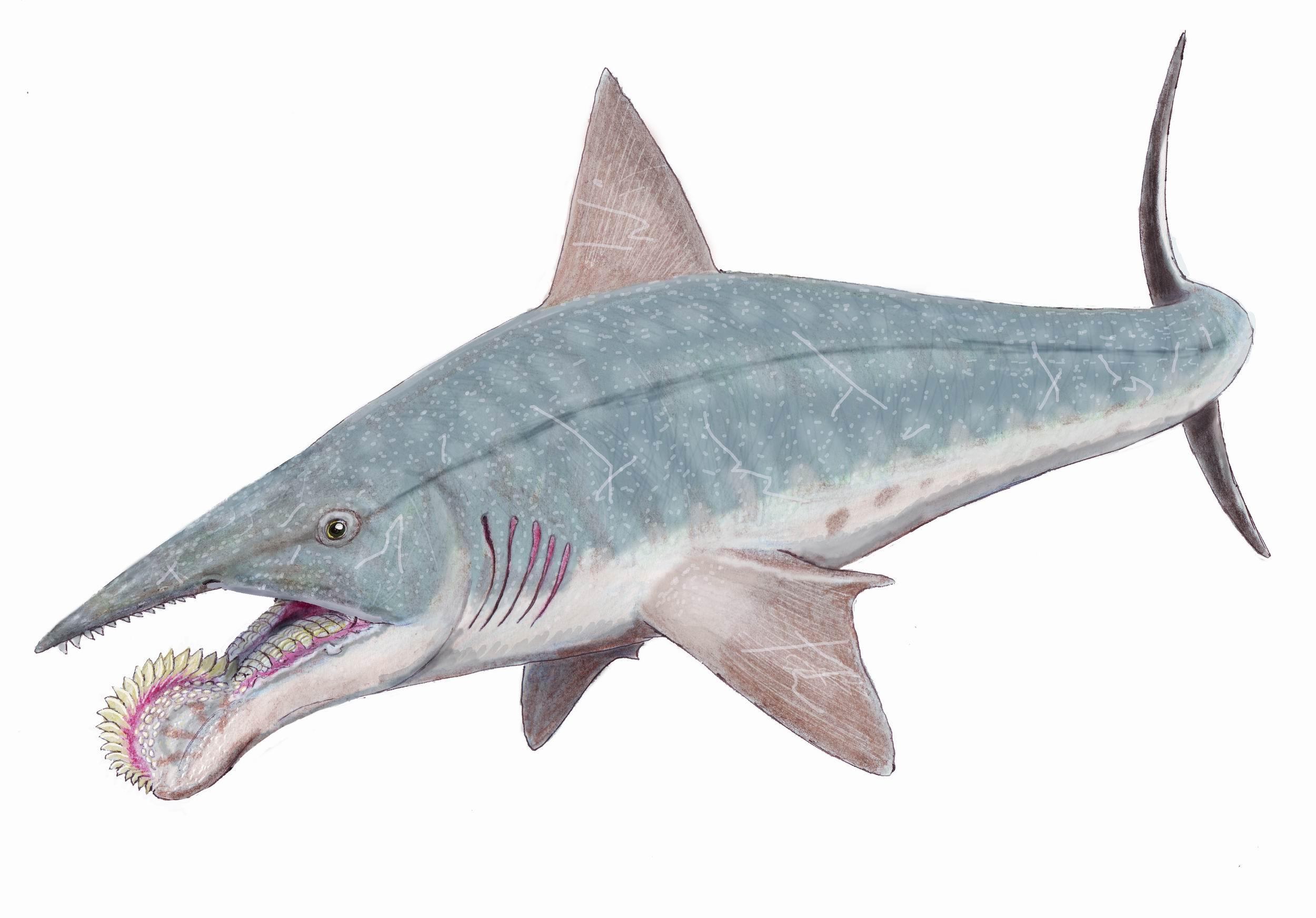
Helicoprion bessonovi — из ранней перми Приуралья
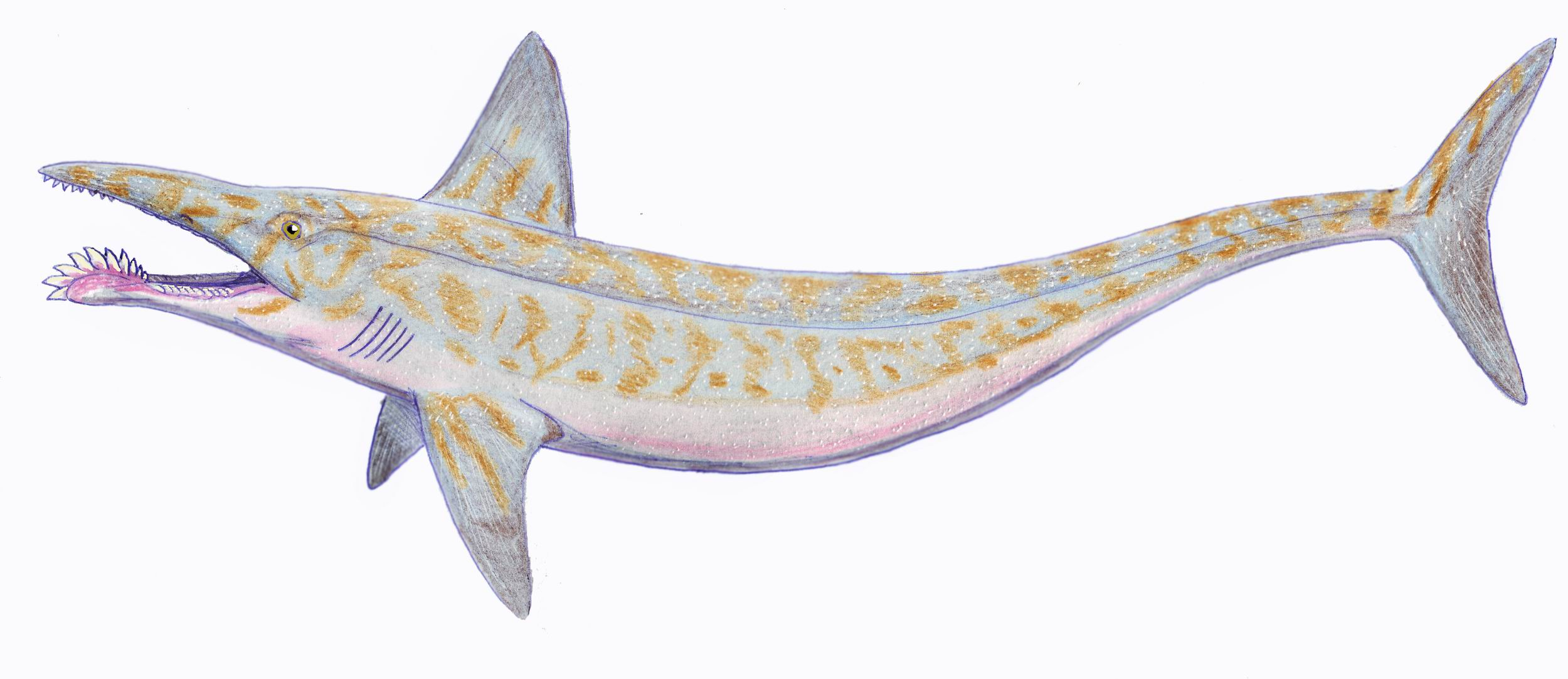
Parahelicoprion clerci — ранняя пермь Приуралья
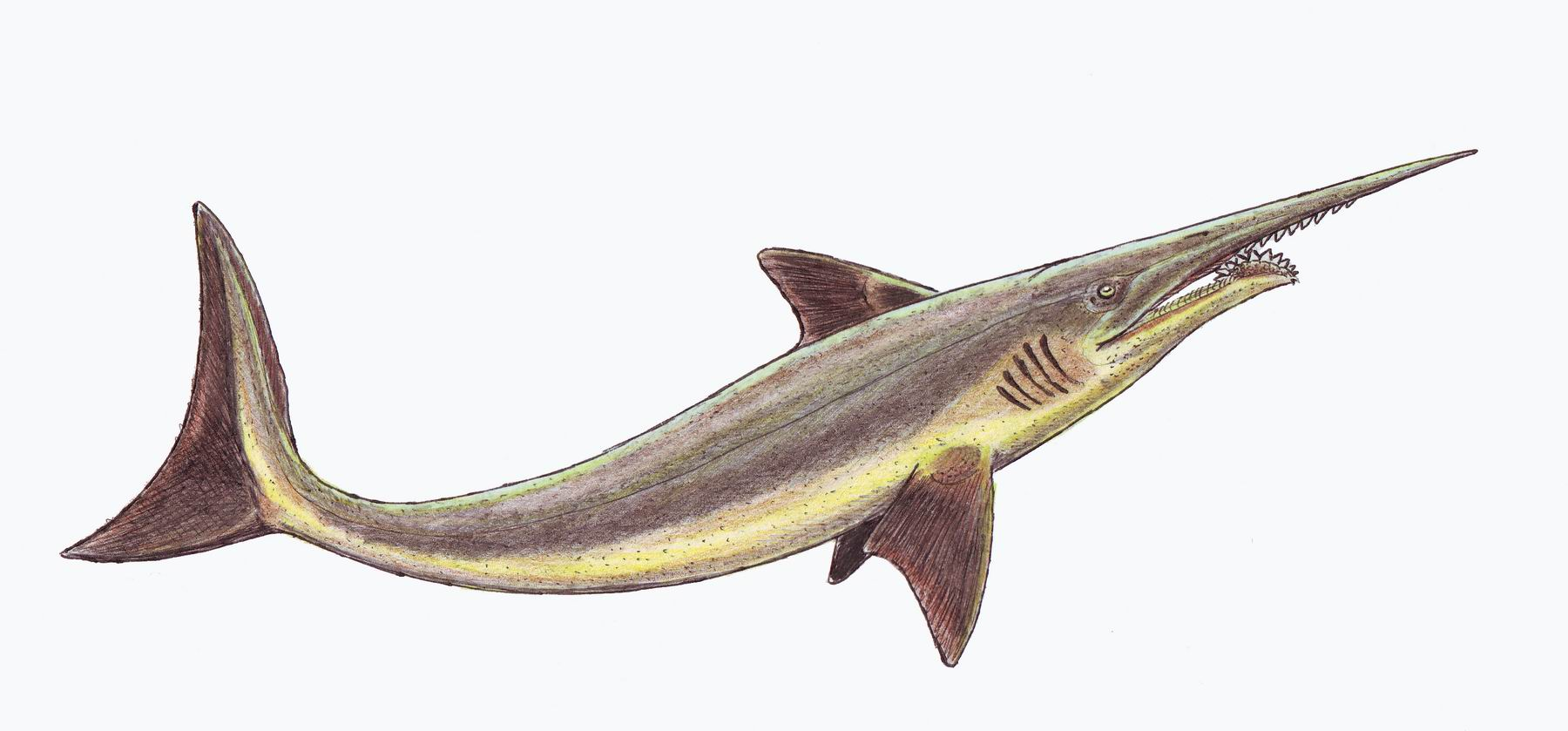
Sarcoprion edax — поздняя пермь Гренландии
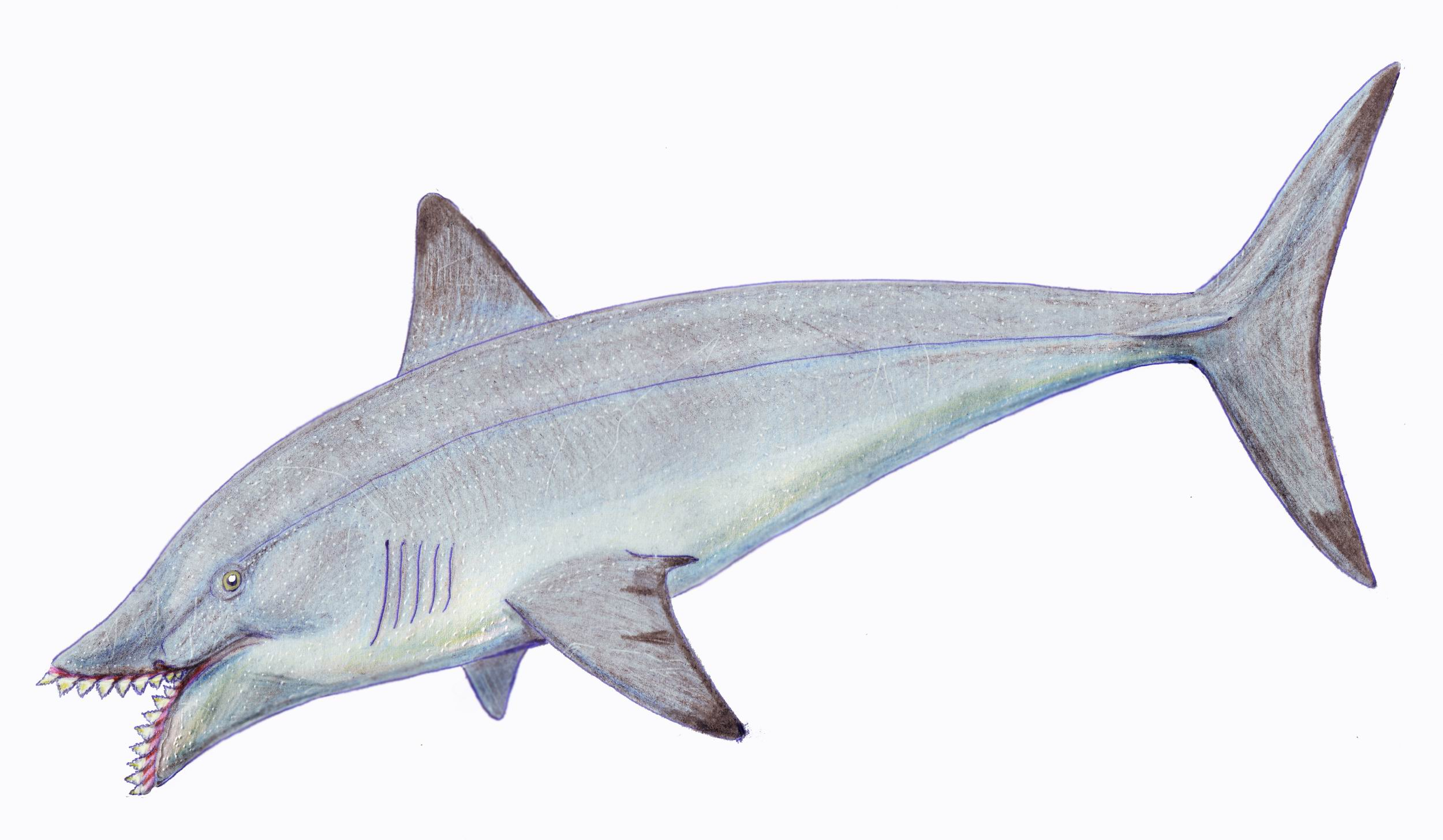
Edestus protopirata — из среднего карбона Московской синеклизы. Гипотетическая реконструкция
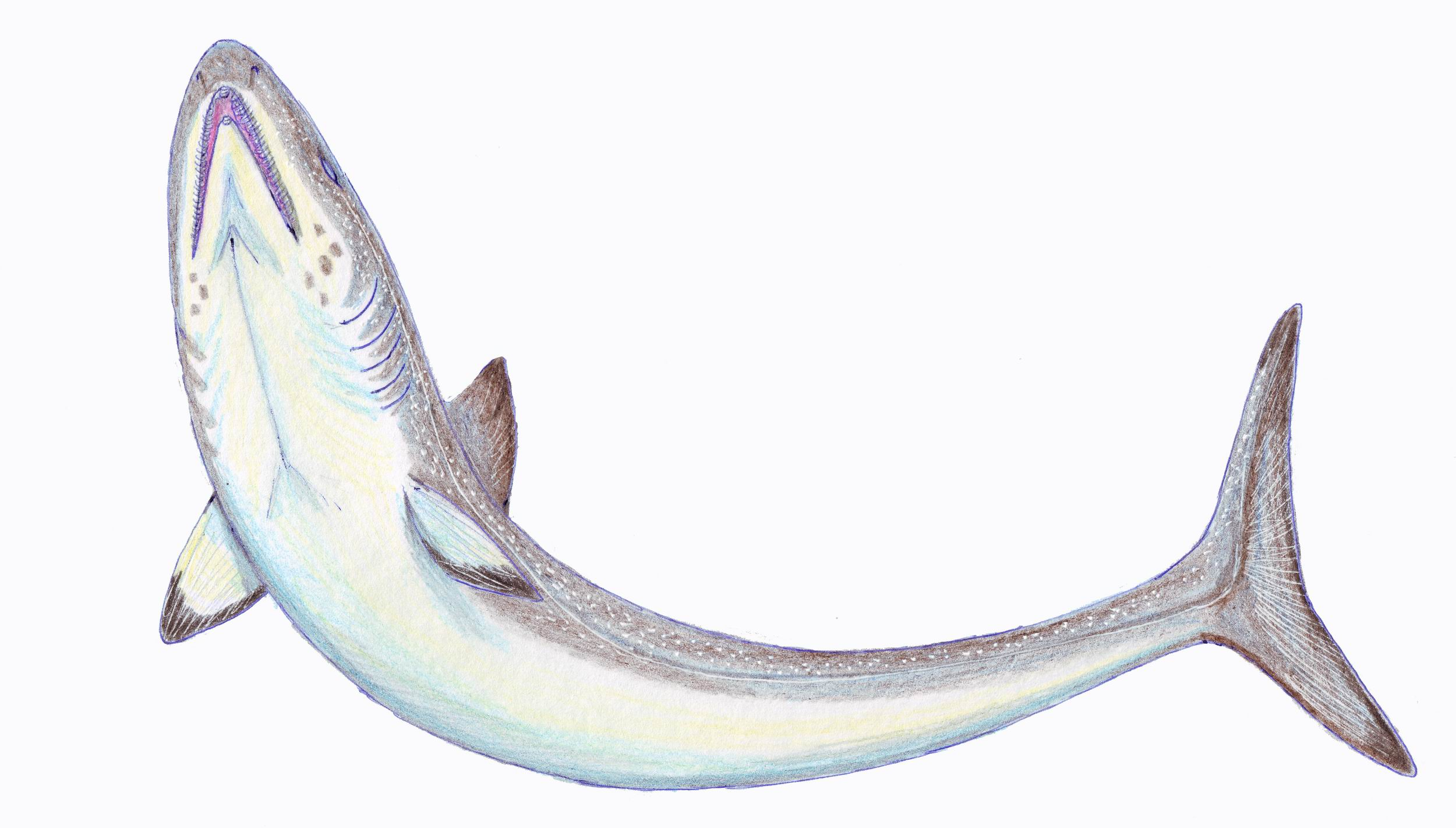
Campodus sp. из карбона Небраски

## Классификация
- Казеодонты (Caseodontoidea) — включает в себя семейства Eugeneodontidae и Caseodontidae. Отличаются поперечно-гребенчатыми или вздутыми симфизными зубами. Сюда относится самый полно известный представитель группы — Fadenia из карбона и перми Гренландии и Северной Америки. Это относительно некрупная (до 1,5 метров в длину) рыба. Род Ornithoprion из среднего карбона Индианы — мелкая рыба (череп не более 10—15 см длиной) с необычным нижнечелюстным ростром. По-видимому, в этой группе не всегда формировалась настоящая симфизная спираль или даже развитые симфизные зубные дуги. Среди казеодонтов были очень крупные рыбы — известны челюсти Caseodus до 60 см длиной, что может соответствовать общей длине до 4—5 метров. Всего в надсемейство входят примерно 4 рода, существовавших с карбона по пермь, в основном в Северном полушарии.

- Эдестоиды (Edestoidea) — симфизные зубы с высокими режущими коронками. Также включает два семейства, известных почти исключительно по ископаемым частям зубного аппарата.

- Helicoprionidae (или Agassizodontidae) — геликоприоны. Самый известный для широкой публики представитель — геликоприон.

Симфизные зубы расположены на круто изогнутой дуге, у некоторых родов образуется полная спираль, с несколькими оборотами. Вероятно, «дуга» была лишь в нижней челюсти. Очень плохо известны, единственный представитель с более полными остатками — саркоприон (Sarcoprion edax) из перми Гренландии. Известен фрагмент черепа длиной около 50 см. В симфизе нижней челюсти, по-видимому, находилась дуга из высоких, сжатых с боков зубов, по сторонам от дуги — мозаика мелких давящих зубов; такие же зубы находятся на жевательных поверхностях обеих челюстей. Верхнечелюстной симфиз прямой, ростр длинный. На верхней челюсти в районе симфиза есть зубы, сходные с зубами нижнечелюстной дуги, расположенные, по-видимому, в 2 ряда. Возможно, при закрытой пасти нижнечелюстная дуга входила в углубление на верхней челюсти.
Интересно, что у этого рода, судя по реконструкции Нильсена, шпоры симфизных зубов были направлены вперёд. Род Agassizodus из раннего карбона Северной Америки известен по симфизной дуге, состоящей из давящих зубов с высоким срединным килем. Род Campyloprion известен из карбона Северной Америки и Подмосковья, отличается очень высокими зубами (до 10 см и более), образующими, по-видимому, полную спираль. Род Parahelicoprion, известный из ранней перми Приуралья и Боливии имел короткую симфизную дугу с зубами более 10 см высотой.
В семейство входят очень крупные рыбы — известны спирали геликоприона и кампилоприона диаметром более 50 см. Возможно, владелец спирали превышал 6 метров в длину (есть указания на спирали большего размера). Остатки геликоприонов часто приурочены к геосинклинальным областям (рыба обитала в открытом море), но найдены и в прибрежных морских отложениях. Представители семейства (примерно 6-7 родов) известны из раннего карбона — поздней перми всех материков.
- Edestidae — эдесты. Две симфизных дуги (по 10 зубов в каждой) — как считается, в верхней и нижней челюсти. В действительности, прижизненное положение дуг неизвестно. Коронки симфизных зубов режущие. Вероятно, зубы вытеснялись спереди назад и затем выпадали (опять же, есть гипотеза о происхождении зубных дуг из жаберных и положении первых в районе глотки, подобные глоточные зубы известны у костных рыб). Боковые зубы давящие или вообще отсутствуют. Шпоры симфизных зубов всегда направлены назад. Самый знаменитый представитель — эдестус. Рыбы очень крупных размеров, известны зубные дуги до 50 см длиной.

Предполагается, что собственно эдестус мог быть пелагическим хищником, питавшимся другими хрящевыми и костными рыбами. Остатки приурочены к прибрежным отложениям, иногда даже к зонам каменноугольных бассейнов. Примерно 9 родов, известны от среднего карбона до раннего триаса всех материков. Род Helicampodus, например, описан из поздней перми Индии и раннего триаса Армении.
В эту группу иногда включают загадочную рыбу Listracanthus, известную по игловидным кожным зубчикам из карбона-триаса Северного полушария. Есть сведения, что полный экземпляр (обнаруженный доктором Р. Зангерлом в карбоне Северной Америки, но потом утерянный) имел змеевидную форму и огромные размеры, иглы покрывали спинную поверхность рыбы. Это показывает, что, возможно, евгенеодонты были весьма разнообразны по форме тела.
Род Campodus, сближаемый с эвгенеодонтами, известен преимущественно по зубам из карбона Северного полушария. Зубы такого типа характерны и для других представителей группы, но к роду Campodus относят также и скелетные остатки. Интересно, что относительно хрупкие гребни на зубах этого рода могут свидетельствовать о питании мелкими животными. У особи около 1 метра длиной, известной по отпечатку передней половины тела, зубы были 15 мм в поперечнике. В то же время, в коллекциях есть зубы до 10 см в поперечнике. Рыба могла быть 13 метров в длину.
В 2008 году практически полный череп евгенеодонта средних размеров описан из раннего триаса Канады. Нейтронное сканирование показало наличие симфизной дуги в районе ростра нижней челюсти, симфизные зубы высокие. Интересно, что сканирование подтвердило отсутствие настоящей верхней челюсти — верхние зубы крепились к нейрокранию.

### Роды
- Надсемейство Caseodontoidea
  - Род Campodus
  - Род Chiastodus
  - Семейство Caseodontidae
    - Род Caseodus
    - Род Erikodus
    - Род Fadenia
    - Род Ornithoprion
    - Род Romerodus

  - Семейство Eugeneodontidae
    - Род Bobbodus
    - Род Eugeneodus
    - Род Gilliodus
- Надсемейство Edestoidea
  - Семейство Agassizodontidae
    - Род Agassizodus
    - Род Arpagodus
    - Род Campyloprion
    - Род Helicoprion
    - Род Parahelicoprion
    - Род Sarcoprion
    - Род Toxoprion

  - Семейство Edestidae
    - Род Edestus
    - Род Helicampodus
    - Род Listracanthus
    - Род Lestrodus
    - Род Metaxyacanthus
    - Род Parahelicampodus
    - Род Physonemus
    - Род Prospiraxis
    - Род Syntomodus